# Fougères
Fougères (en gal·ló Foujerr) és un municipi francès situat al departament d'Ille i Vilaine i a la regió de Bretanya. El 2006 tenia 20.941 habitants. La ciutat apareix en la tonada de la cançó de Gilles Servat la blanche hermine com a símbol de la resistència bretona, juntament amb la de Clisson, al Loira Atlàntic.

## Demografia
| Evolució de la població Cassini i INSEE |       |       |       |       |       |       |       |       |
| 1793                                    | 1800  | 1806  | 1821  | 1831  | 1836  | 1841  | 1846  | 1851  |
| 7 177                                   | 7 297 | 7 443 | 7 600 | 7 677 | 9 384 | 9 182 | 9 931 | 9 083 |

| 1856  | 1861  | 1866  | 1872   | 1876   | 1881   | 1886   | 1891   | 1896   |
| ----- | ----- | ----- | ------ | ------ | ------ | ------ | ------ | ------ |
| 9 344 | 9 470 | 9 580 | 11 201 | 11 873 | 14 325 | 15 578 | 18 221 | 20 735 |

| 1901   | 1906   | 1911   | 1921   | 1926   | 1931   | 1936   | 1946   | 1954   |
| ------ | ------ | ------ | ------ | ------ | ------ | ------ | ------ | ------ |
| 20 952 | 23 537 | 22 178 | 21 167 | 21 061 | 21 033 | 20 432 | 19 281 | 23 151 |

| 1962   | 1968   | 1975   | 1982   | 1990   | 1999   | 2006 | 2011 | 2016 |
| ------ | ------ | ------ | ------ | ------ | ------ | ---- | ---- | ---- |
| 24 279 | 26 045 | 26 610 | 24 362 | 22 239 | 21 779 | -    | -    | -    |

| 2019 | - | - | - | - | - | - | - | - |
| ---- | - | - | - | - | - | - | - | - |
| -    | - | - | - | - | - | - | - | - |

## Administració
| Període   | Identitat        | Partit |
| --------- | ---------------- | ------ |
| 1971-1983 | Michel Cointat   | RPR    |
| 1983-2007 | Jacques Faucheux | PS     |
| 2007-     | Louis Feuvrier   | PS     |

## Galeria d'imatges

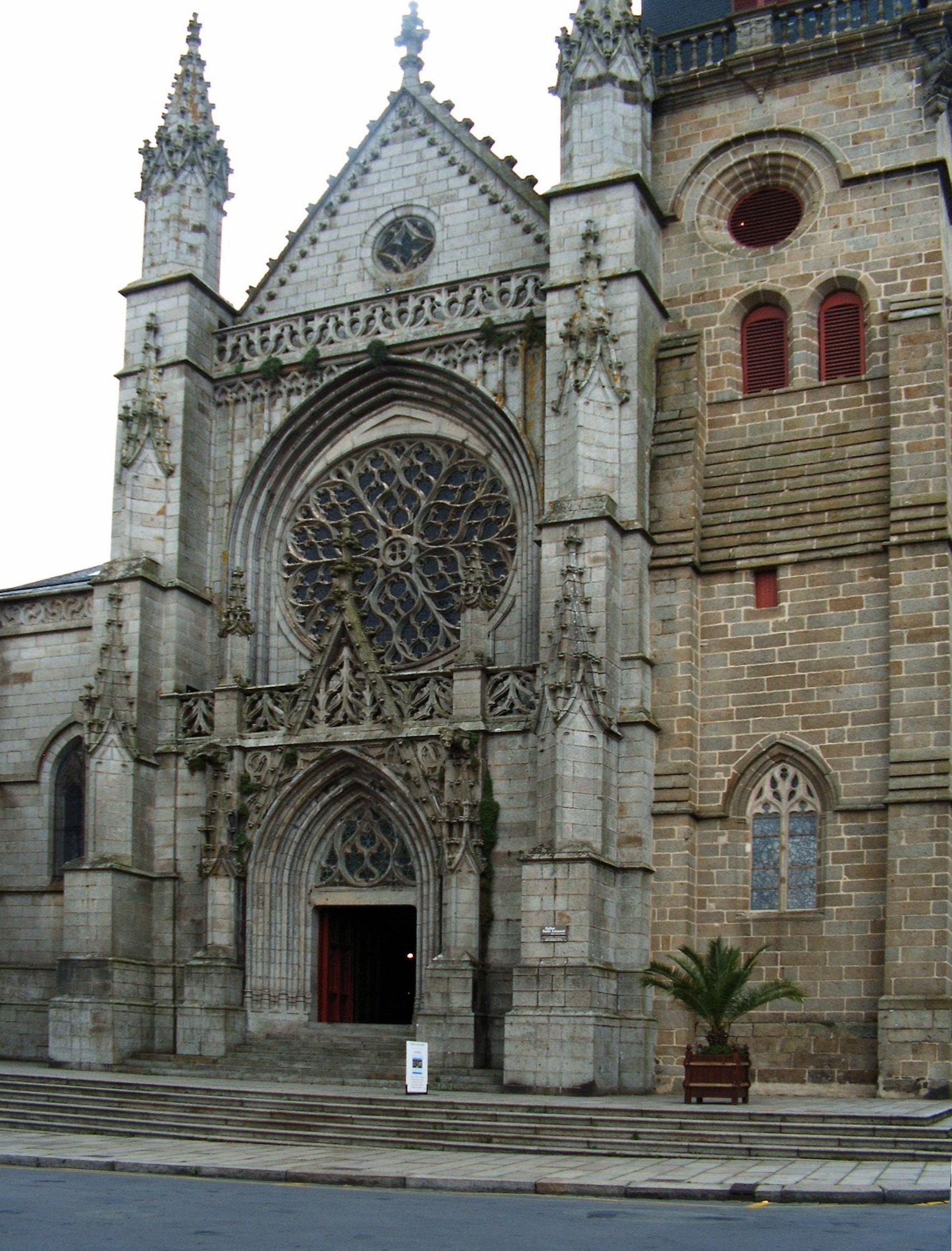
Església Saint-Bernard
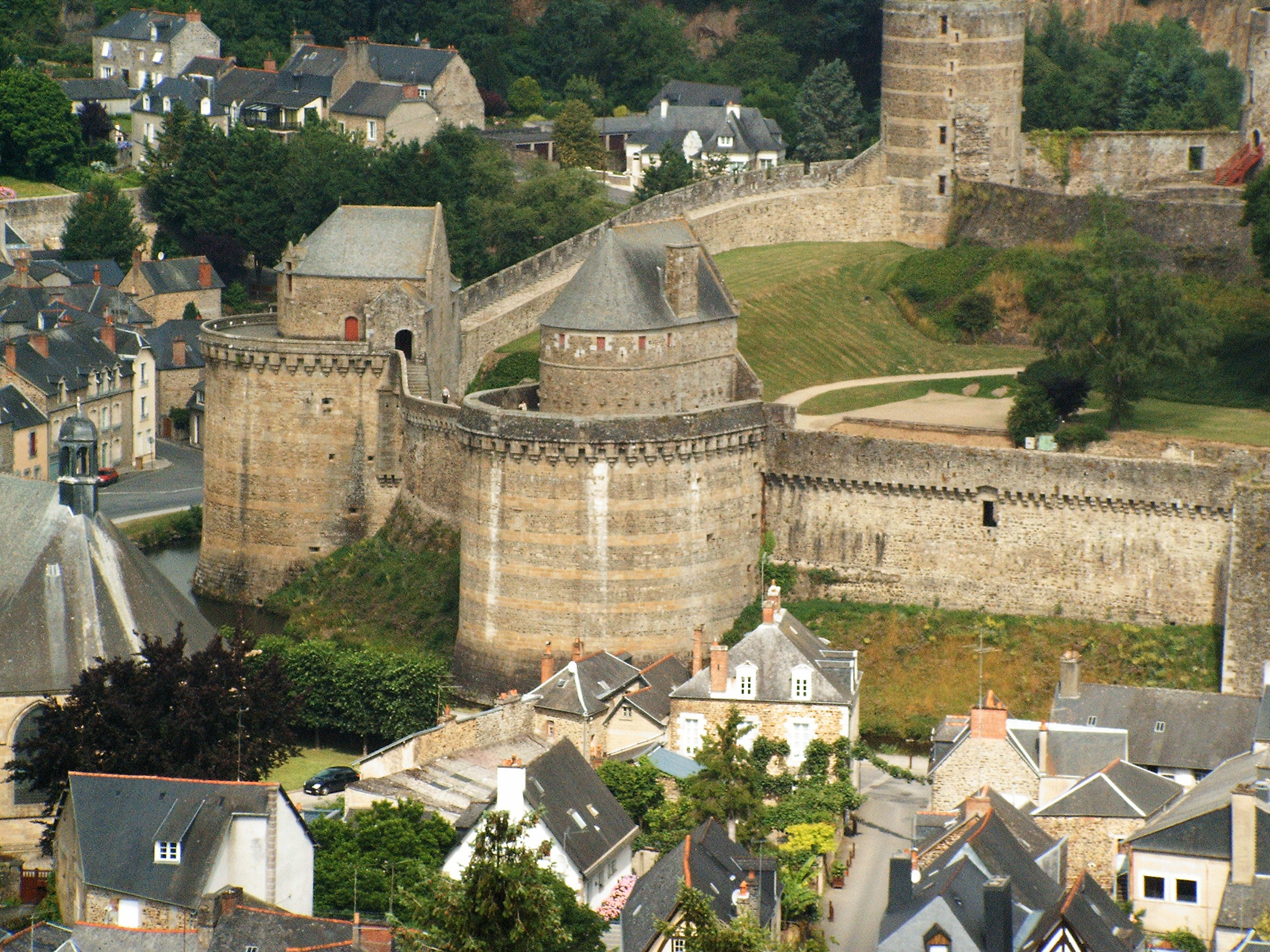
Vista del castell
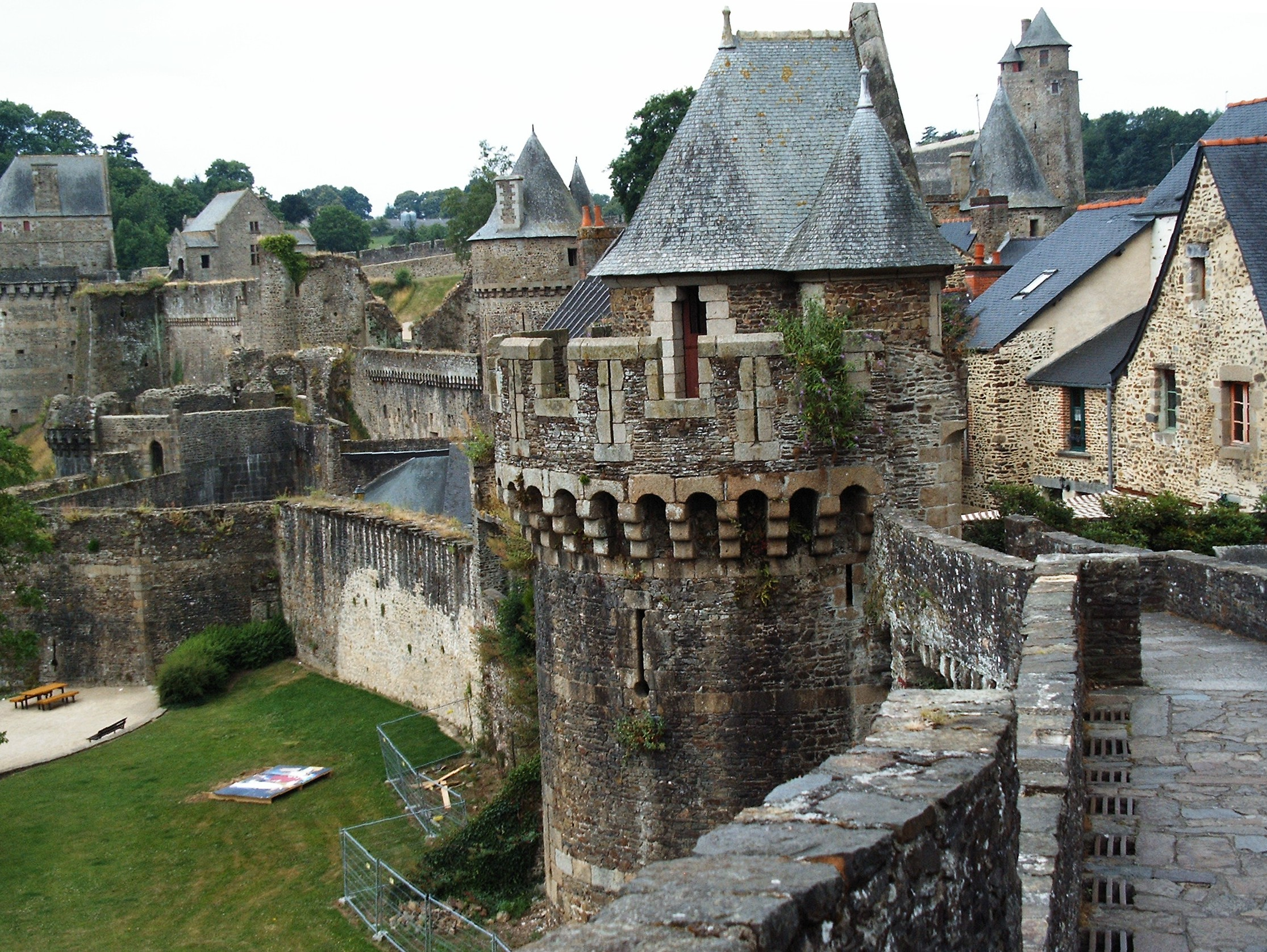
Entrada a la vila

## Personatges il·lustres

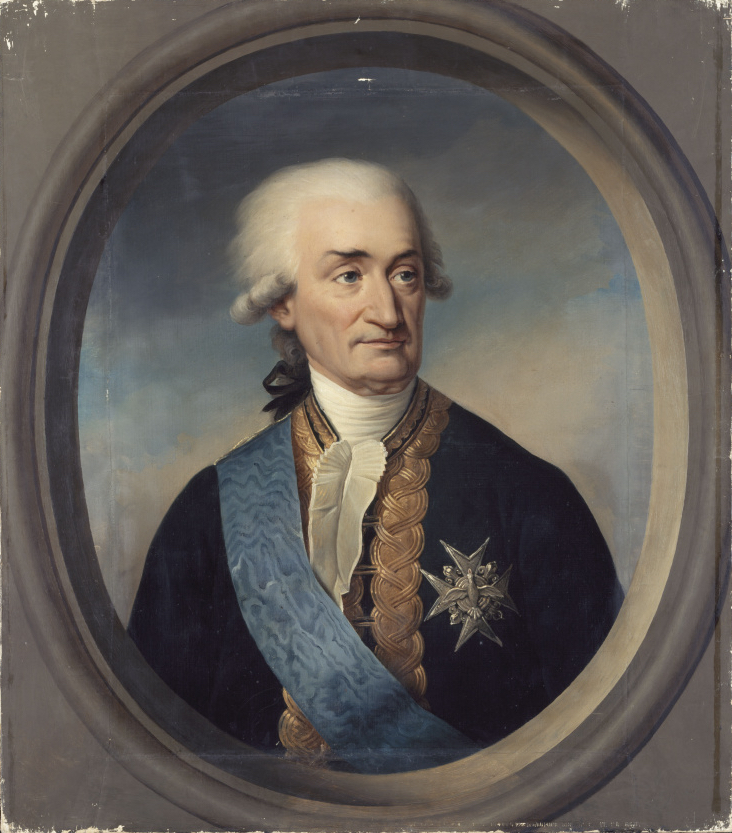
Luc Urbain du Bouëxic de Guichen
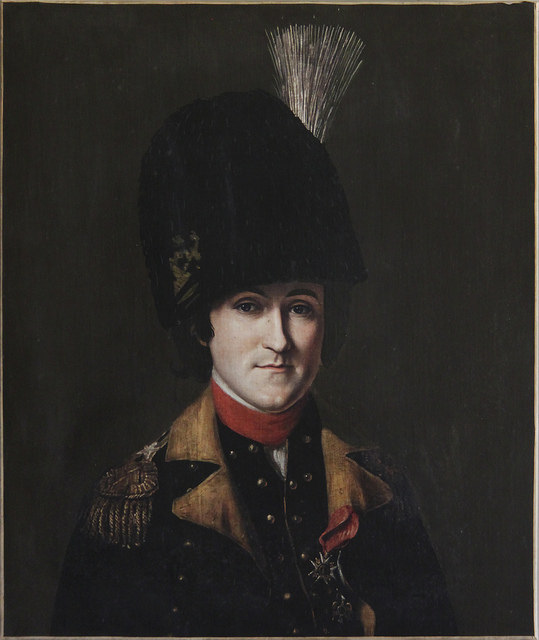
Armand Charles Tuffin de La Rouërie
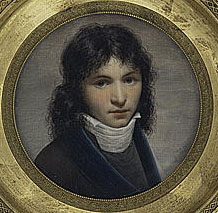
Aimé Picquet du Boisguy
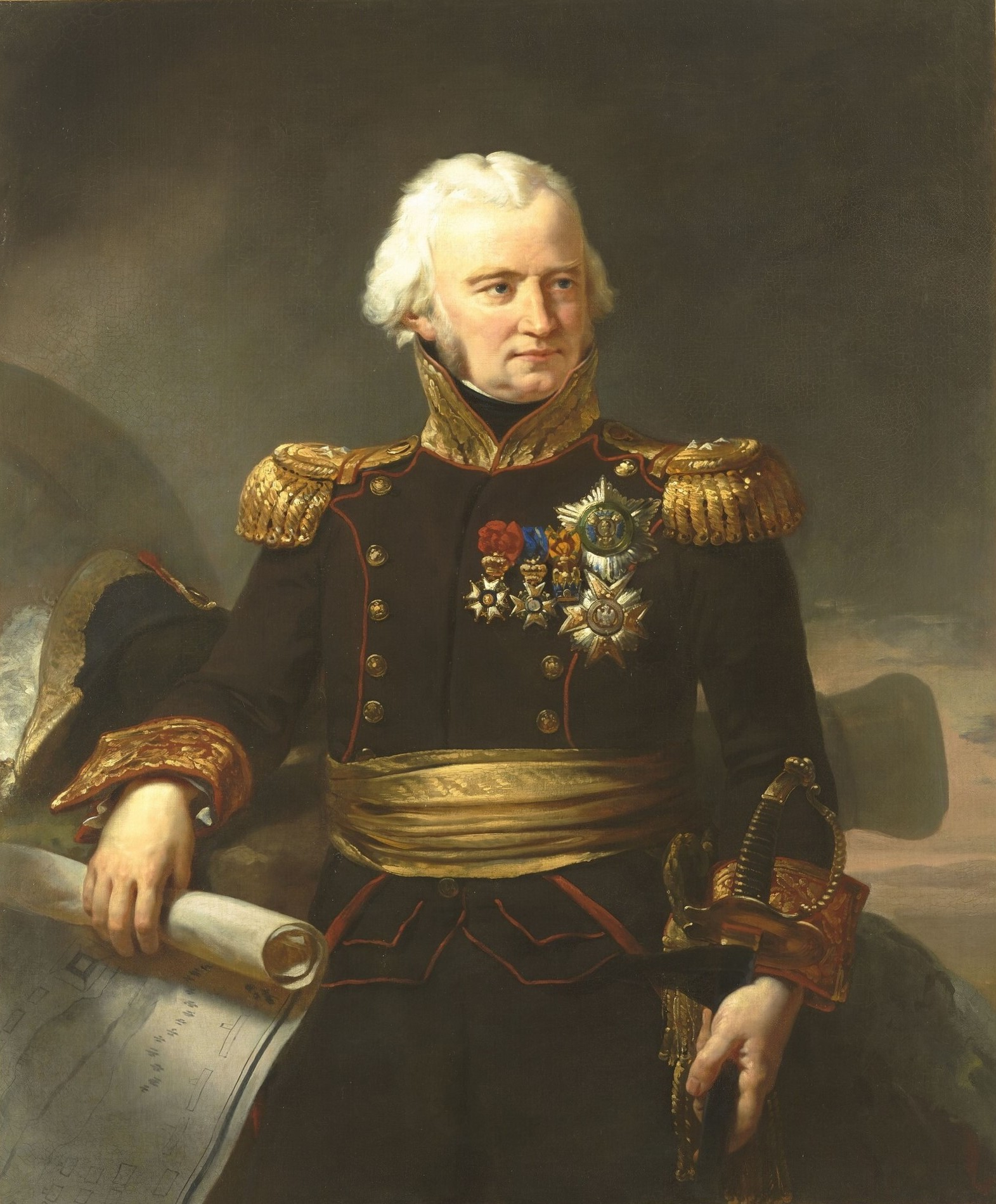
Jean Ambroise Baston de Lariboisière
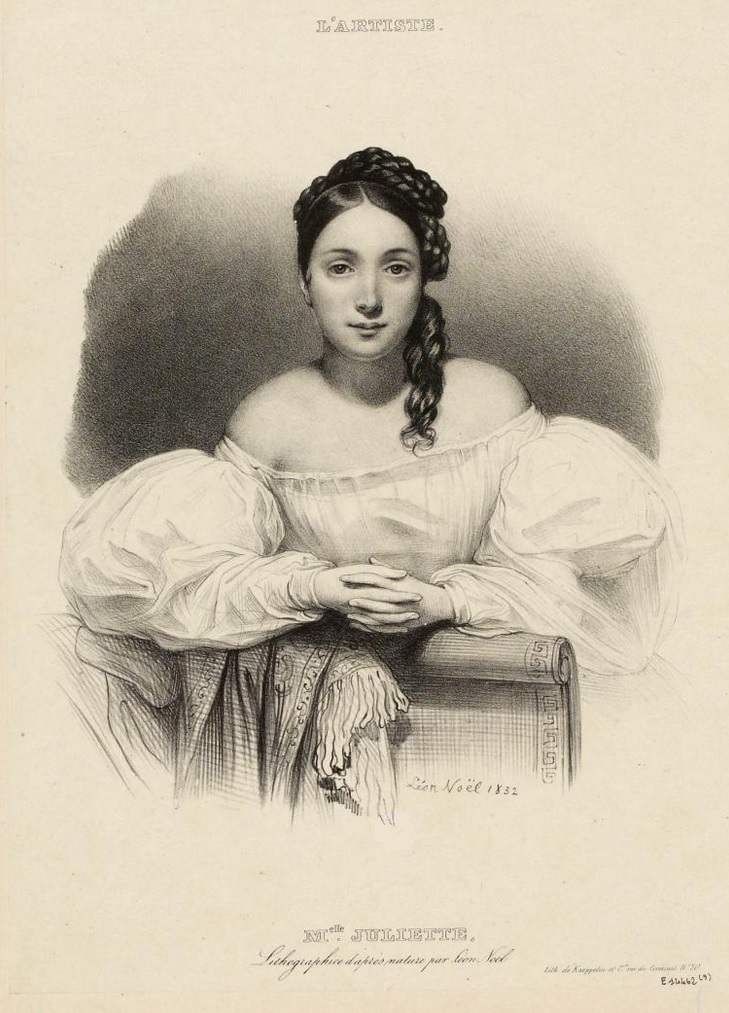
Juliette Drouet

- Kristian Georgeault, (1955), independentista bretó d'Emgann.
- Georges Le Rumeur, (1882-1941), nacionalista bretó i poeta en bretó.